# هيئة الخدمات الصحية الوطنية

شعار هيئة الخدمات الصحية الوطنية في إنكلترا. اللون الأزرق يستخدم على علامات ومطبوعات الـNHS عبر إنكلترا

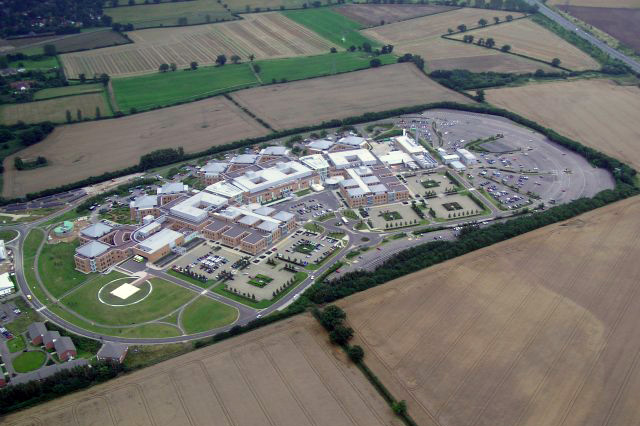
مثال على مستشفى NHS في المملكة المتحدة

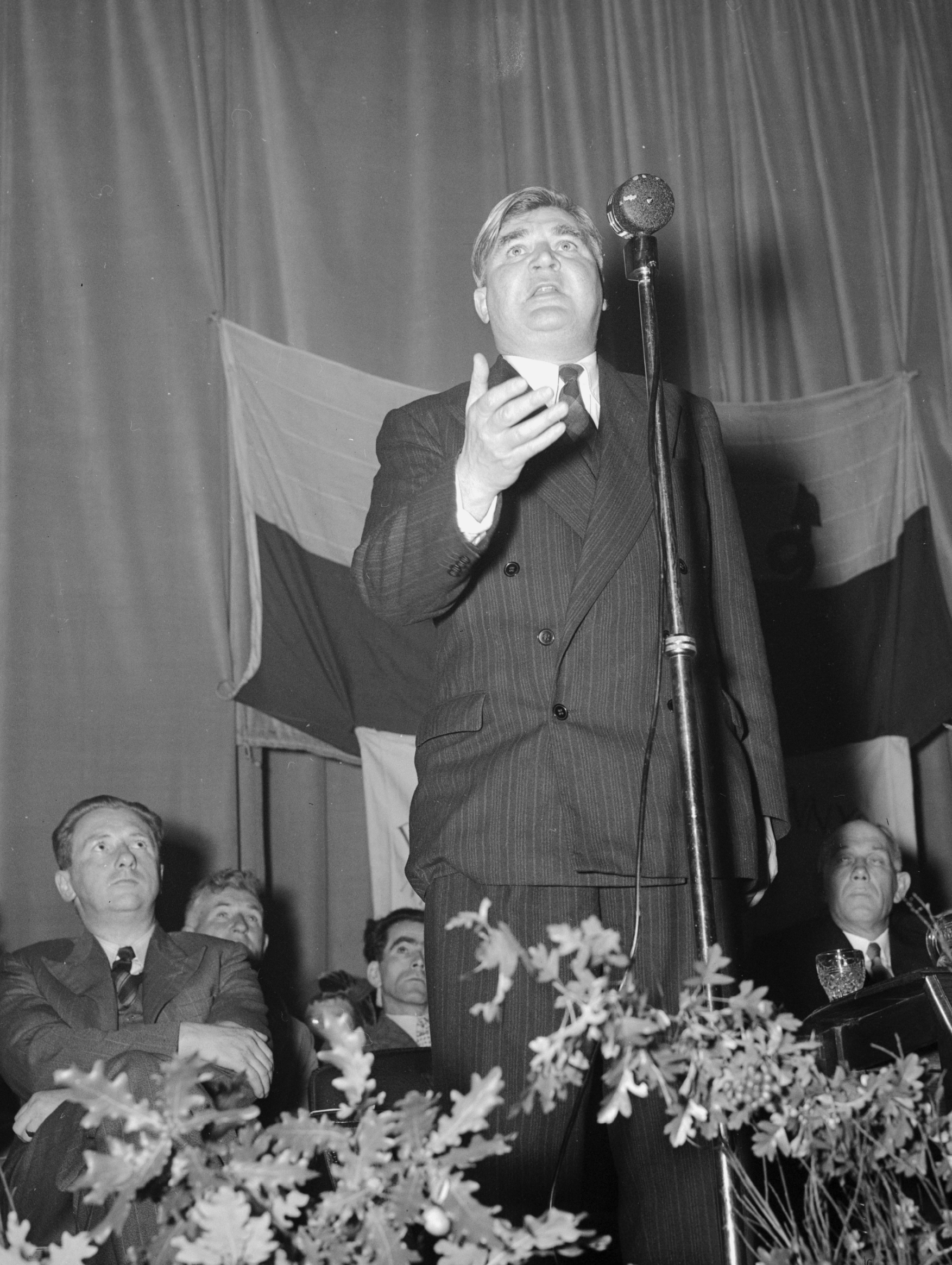
ثيامين بيفان، الذي قاد إنشاء الخدمات الصحية الوطنية

هيئة الخدمات الصحية الوطنية (بالإنجليزية: National Health System)‏ وتختصر NHS «إن إتش إس» هي نظام تقديم الخدمات الصحية للمواطنين في إنكلترا وهو ممول من قبل العامة، ويجب عدم خلطها مع أجهزة الصحة الوطنية الثلاثة الأخرى التي تعمل عبر المملكة المتحدة في مقاطعاتها الخاصة ضمن حكوماتها الخاصة والتي طورت قوانين تختلف بعض الشيء عن بعضها البعض. أجهزة الخدمات الأربع تقدم خدمات من دون اختلاف في الحقوق لمواطني المقاطعات الأخرى كمقاطعاتهم.
حالياً، توظف الـNHS حوالي 1.33 مليون شخص،  والذي يجلعها رابع أكبر موظّف بعد الجيش الصيني، خطوط سكك الحديد الهندية، وول مارت. عدد الموظفين الذين يعملون بكامل الوقت هم 980,000 شخص.
توفر كل خدمة مجموعة شاملة من الخدمات الصحية مجانًا عند مراكز التقديم، للأشخاص المقيمين عادةً في المملكة المتحدة باستثناء علاج الأسنان والرعاية البصرية. يتعيّن على المرضى المستفيدين من الخدمات الصحية الوطنية في إنجلترا دفع رسوم الوصفات الطبية، وقد يُعفى البعض، مثل أولئك الذين تزيد أعمارهم عن 60 عامًا وبعض متلقي الإعانات الحكومية.
وظفت هيئات الخدمات الصحية الوطنية الأربع مجتمعةً حوالي 1.6 مليون شخص بميزانية بلغت 136.7 مليار جنيه إسترليني في عامي 2015-2016. بلغ إجمالي القوى العاملة في القطاع الصحي في جميع أنحاء المملكة المتحدة 2,165,043 عاملًا في عام 2014. توزعت هذه القوى العاملة بين 1,789,586 في إنجلترا، و198,368 في إسكتلندا، و110,292 في ويلز، و66,797 في أيرلندا الشمالية.
سُجل حوالي 691000 ممرض وممرضة في المملكة المتحدة في عام 2017، نقص منهم 1783 عن العام الذي قبله، وكانت المرة الأولى التي تنخفض فيها أعداد الممرضين منذ عام 2008. يُستقبل مليون مريض كل 24 ساعة، مع توفر 1.7 مليون موظف، إذ تعدّ الهيئة خامس أكبر هيئة موظِّفة في العالم، بالإضافة لكونها أكبر منظمة عامة غير عسكرية في العالم.
تتمتع هيئات خدمات الرعاية الصحية الأربع بقوة سوقية كبيرة فيما يتعلق بشراء الأدوية، والتي- بناءً على تقييمها الخاص للقيمة العادلة للأدوية- تؤثر على السعر العالمي، وتحافظ عادةً على انخفاض الأسعار. تعدّ المنتجات التي تُشترى بشكل مشترك من قبل اثنين أو أكثر من خدمات الرعاية الصحية في المملكة المتحدة قليلة. تقلّد العديد من البلدان الأخرى نموذج المملكة المتحدة أو تعتمد بشكل مباشر على تقييمات بريطانيا في قراراتها الخاصة بسداد تكاليف الأدوية الممولة من الدولة.

## لمحة تاريخية
يمكن إرجاع الدعوة من أجل «خدمة طبية موحدة» إلى تقرير الأقلية الصادر عن الهيئة الملكية لقانون الفقراء في عام 1909.
نجح سوميرفيل هاستينغس، رئيس الجمعية الطبية الاشتراكية، في اقتراح قرار في مؤتمر حزب العمال عام 1934 يقضي بضرورة التزام الحزب بإنشاء خدمة صحية حكومية. لوحظ إجماع متعدد الأطراف على تقديم خدمة صحية وطنية بصفات معينة، بعد توصية تقرير بيفريدج لعام 1942 بإنشاء «خدمات صحية وإعادة تأهيل شاملة للوقاية والعلاج من المرض».
قدم النائب المحافظ ووزير الصحة هنري ويلينك لاحقًا فكرة هيئة الخدمات الصحية الوطنية هذه في عام 1944 من خلال كتابه الأبيض الاستشاري «هيئة خدمات صحية وطنية» والذي وُزّع بنسخه الكاملة والمختصرة على الزملاء، وظهر في شريط الأخبار.
عُيّن أنورين بيفان وزيرًا للصحة عندما فاز حزب العمل بزعامة كليمنت أتلي في انتخابات عام 1945. شرع بيفان بعدها فيما أسماه المؤرخ الرسمي لهيئة الخدمات الصحية الوطنية، تشارلز ويبستر «حملة جريئة» لتولي الشكل الذي اتخذته هيئة الخدمات الصحية الوطنية أخيرًا. اقتُرح مشروع بيفان لخدمات الصحة الوطنية ضمن تشريعات وستمنستر لإنجلترا وويلز منذ عام 1946 وإسكتلندا منذ عام 1947، وقانون خدمات الصحة العامة لبرلمان أيرلندا الشمالية لعام 1947.
انفصلت هيئة الخدمات الصحية الوطنية في ويلز عن تلك التي في إنجلترا عام 1969، عندما نُقلت الصلاحيات لوزير الدولة في ويلز. جاء وفقًا لأحد المؤرخين: «سهّلت الحرب الأمور في بعض النواحي، إذ دمجت دائرة الطوارئ الطبية- تحسبًا لوقوع خسائر بشرية كبيرة في الغارات الجوية- مستشفيات البلديات والمستشفيات التطوعية في البلاد في منظمة جامعة واحدة، ودلّ ذلك على إمكانية تأسيس خدمة مستشفيات وطنية». كتب ويبستر في عام 2002 أن «لوفتفافه حققت في شهور ما هزم السياسيين والمخططين لعقدين على الأقل».
تأسست هيئة الخدمات الصحية الوطنية وفق الفكرة القائلة بأن الرعاية الصحية يجب أن تكون متاحة للجميع، بغض النظر عن الغنى. أيّد النوّاب المحافظون الحفاظ على الإدارة المحلية لهيئة الخدمات الصحية الوطنية- رغم أن إتاحة الوصول إليها مجانًا بغض النظر عن الغنى حافظ على مبدأ هنري ويلينك المقتضي برعاية صحية مجانية للجميع- من خلال الترتيبات الحالية مع السلطات المحلية خشية أن تفقد هيئة الخدمات الصحية الوطنية التي تمتلك مستشفيات على نطاق وطني، العلاقة بين الطبيب والمريض.
صوت النواب المحافظون لصالح تعديلهم على مشروع قانون بيفان للحفاظ على السيطرة المحلية وملكية المستشفيات وضد خطة بيفان للملكية الوطنية لجميع المستشفيات. ألغت حكومة حزب العمال تعديلات حزب المحافظين وأصبحت هيئة الخدمات الصحية الوطنية كما هي اليوم، منظمة وطنية كبيرة واحدة (مع ما يتبعها) فرضت نقل ملكية المستشفيات من السلطات المحلية والجمعيات الخيرية إلى هيئة الخدمات الصحية الوطنية الجديدة.
تضاءلت نفاذية مبدأ بيفان للملكية بسبب عدم مشاركة القطاع الخاص، إذ نفذّت الحكومات العمالية لاحقًا ترتيبات تمويل واسعة النطاق مع شركات البناء الخاصة في مبادرات التمويل الخاصة والمشاريع المشتركة.
تضمن مشروع الهيئة عند اقتراحه من قبل بيفان في 5 يوليو 1948 ثلاث مبادئ أساسية: تلبية احتياجات الجميع، والمجانية في مراكز تقديم الخدمة، والاستناد إلى الحاجة السريرية وليس القدرة على الدفع.
استقال بيفان من حكومة حزب العمال بعد ثلاث سنوات من تأسيس هيئة الخدمات الصحية الوطنية، اعتراضًا على فرض رسوم على توفير أطقم الأسنان والنظارات وتوظيف أطباء أسنان، إذ استقال من منصبه دعمًا لزميله الوزير هارولد ويسلون والذي أصبح رئيس الوزراء لاحقًا. فرضت حكومة المحافظين برئاسة ونستون تشرشل في العام الذي تلاه رسومًا للوصفات الطبية، ثم ألغتهم حكومة ويلسون في عام 1965، إذ أُعيد فرضها فيما بعد ولكن مع إعفاءات لذوي الدخل المنخفض. كانت تلك التهم الأولى من بين العديد من الخلافات حول التغييرات التي طرأت على هيئة الخدمات الصحية الوطنية طوال تاريخها.
أظهر التاريخ الثقافي لهيئة الخدمات الصحية الوطنية ومنذ أيامها الأولى، مكانته في المجتمع البريطاني منعكسًا في الأفلام والتلفزيون والرسوم المتحركة والأدب. حظيت هيئة الخدمات الصحية الوطنية بمكانة بارزة خلال حفل افتتاح أولمبياد لندن الصيفي لعام 2012 بإدارة داني بويل، إذ وُصفت بأنها «المؤسسة التي توحد أمتنا أكثر من أي مؤسسة أخرى».

## وصلات خارجية
- الموقع الرسمي (بالإنجليزية)